# Partidul Democrat European
Partidul Democrat European (EDP) este un partid politic european centrist în favoarea integrării europene. Acesta a fost inițiat la 16 aprilie 2004 și înființat oficial la 9 decembrie 2004 la Bruxelles. François Bayrou de la Mișcarea Democrată Franceză (MoDem) și Francesco Rutelli, fostul lider al Partidului Democrație pentru Libertate și Alianță pentru Italia, servesc drept doi copreședinți.
EDP a fost fondat ca reacție la influența crescândă a partidelor eurosceptice în cadrul instituțiilor europene. El a atras partidele centrale pro-europene din grupul Partidului Popular European (PPE) pentru a forma un nou bloc multinațional centrist. Co-fondatorul său, François Bayrou, l-a descris ca un partid pentru oamenii care nu sunt nici conservatori, nici socialiști".
De la începutul celui de-al 6-lea Parlament European din 2004-2009, PDE a constituit un grup parlamentar comun cu Alianța Liberalilor și Democraților pentru Europa (ALDE), numit Grupul Alianței Liberalilor și Democraților pentru Europa. Deși deputații ALDE și PDE continuă să stea împreună în același grup parlamentar, cele două partide politice europene rămân entități separate. 
Aripa de tineret a PDE este Tineri Democrați pentru Europa.

## Membri
Membrii sunt partide politice naționale și regionale, precum și membri ai Parlamentului European, ai parlamentelor naționale și regionale.
| Țară sau Regiune | Partid                                                                | Deputați         | Deputați naționali |
| ---------------- | --------------------------------------------------------------------- | ---------------- | ------------------ |
| Belgia           | Gérard Deprez (MCC - Mouvement des Citoyens pour le Changement)       | 1 / 221 / 8      | -                  |
| Croația          | People's Party - Reformists (Narodna stranka - Reformisti)            | -                | 1 / 151            |
| Cipru            | Citizens' Alliance (Συμμαχία Πολιτών, Symmachia Politon)              | -                | 1 / 56             |
| Franța           | Democratic Movement (Mouvement démocrate)                             | 2 / 74           | 42 / 577           |
| Germania         | Free Voters (Freie Wähler)                                            | 2 / 96           | -                  |
| Grecia           | Union of Centrists (Ένωση Κεντρώων)                                   | -                | 9 / 300            |
| Italia           | European Democratic Party Italy (Partito Democratico Europeo Italia') | -                | 3 / 630            |
| Irlanda          | Marian Harkin (Independent)                                           | 1 / 11           | -                  |
| Polonia          | Alliance of Democrats (Stronnictwo Demokratyczne)                     | -                | -                  |
| Portugalia       | Democratic Republican Party (Partido Democrático Republicano)         | 1 / 21           | -                  |
| San Marino       | Future Republic (Repubblica Futura)                                   | Not an EU member | 11 / 60            |
| Slovenia         | Ivo Vajgl (DeSus - Demokratična Stranka Upokojencev Slovenije)        | 1 / 6            | -                  |
| Spania           | Basque Nationalist Party (Euzko Alderdi Jeltzalea)                    | 1 / 54           | 6 / 350            |
| Spania           | Canarian Coalition (Coalición Canaria)                                | -                | 1 / 350            |

### Foști membri ai partidului
- Croația : Forumul național (Nacionalni forum), s-a alăturat EDP în 2014, desființată în 2015
- Cipru: Partidul European
- Cehia: Way to Change, founding member of EDP, disbanded in 2009
- Franța: Union of Democrats and Independents joined the ALDE party on 2 December 2016
- Italia: Democracy is Freedom – The Daisy, founding member of EDP, merged into the Democratic Party in 2007, MEPs Mario Pirillo, Silvia Costa and Vittorio Prodi stayed as individual members until 2014, now member of PES
- Italia: Alliance for Italy, party disbanded by the end of 2016
- Lituania: Labour Party, left in 2012 to join the ALDE party
- România: Asociația Italienilor din România - RO.AS.IT.; PRO România
- Slovacia: People's Party – Movement for a Democratic Slovakia, joined EDP in 2009, disbanded in 2014, succeeded by Democratic Slovakia Party; Europska Demokraticka Strana; Strana Demokratického Slovenska

## Legături externe
- EDP official website